# Atalante
Az Atalante (L'Atalante) 1934-es fekete-fehér francia film, Jean Vigo egyetlen nagyjátékfilmje. Stílusa, korát megelőzően hiteles ábrázolásmódja miatt a filmtörténet egyik jelentős alkotásaként tartják nyilván.

## Ismertetése
Az Atalante egy teherszállító uszály neve, ahol a film játszódik. Kapitánya éppen most nősült, feleségével (Juliette) „haza”, vagyis az uszály felé tart. „Jönnek” – kiáltja a legénységnek, egy szenilis öreg matróznak (Jules papa) a hajóinas. Ezen a kopott, unalmas bárkán kell ezentúl élnie Juliette-nek is, de ő újdonságokra, mozgalmas életre vágyik. Kapitány-férje ebből semmit nem ért: nem engedi Párizst hallgatni a rádión, megüti és kizavarja Jules bácsi kajütjéből, ahol az öreg fonográfját, zenélő játékait csodálja. Juliette elvégzi a szokásos házi munkákat, de amikor a parti vendéglőben egy bűvész elkápráztatja, megszökik, hogy végre láthassa Párizst. Kirakatokat nézeget; az állomáson kis táskáját ellopják; állást keresne, ám a gyárkapunál munkára várók előtt tábla lóg: „Felvétel nincs”. A férj a hajón magába roskad. Egy vödör vízbe mártja a fejét, mint már a film elején is, majd a folyóba ugrik, hiszen felesége szerint a vízben megpillantjuk azt, akit szeretünk. Miközben Jules bácsi az asszony keresésére indul, a magára maradt férj végre meglátja felesége menyasszonyi ruhás alakját a folyó vízében. Jules bácsi a városban rátalál egy fonográf mellett zenét hallgató asszonyra. „Jönnek” – kiáltja újra a hajóinas, és a pár a ködös fedélzeten egymásra talál.

### Realizmus
Vigo a mű alapjául szolgáló forgatókönyvet készen kapta, de a forgatókönyv írójával együtt átdolgozta. Az eredeti történetnek csak a vázát tartotta meg, a fordulatos és érzelgős cselekmény helyett alakjainak érzelmi világát, egymáshoz való viszonyát állította középpontba. A munkájának élő kapitányban lassan igazi érzések születnek; Juliette az új élmények iránti vágyának engedve (nem pedig egy gonosz csábító miatt) elhagyja a hajót, majd a kiábrándító tapasztalatok hatására mégis visszatér férjéhez, a biztonságos, zárt világba. A közös életük elején álló pár szerelmi története mellett áll a világot bejárt, emlékeiből élő idős matróz magányos alakja (Michel Simon híres alakítása). Jules papa kajütjében, macskái és furcsa tárgyai között mondogatja badarságait, szenilitása és durvasága ellenére mégis ő hozza vissza az asszonyt az uszályra, ő menti meg a kapitányt állásának elvesztésétől. Vigo bensőségesen, lírai oldottsággal ábrázolja alakjait, és ebben fontos szerep jut a környezetnek is. Az uszály belső, zárt világával éles ellentétben állnak a levegős külső képek, a Szajna menti táj, a díszletek helyett eredeti helyszíneken felvett rakparti jelenetek. A filmet az ún. költői realizmus francia stílusirányzatához szokták sorolni.

## Szereplők
| Színész           | Karakter                          | Magyar hang    |
| ----------------- | --------------------------------- | -------------- |
| Michel Simon      | Jules papa                        | Kránitz Lajos  |
| Dita Parlo        | Juliette, a feleség báró          | Antal Olga     |
| Jean Dasté        | Jean, a kapitány                  | Fazekas István |
| Gilles Margaritis | a házaló                          | N/A            |
| Louis Lefebvre    | a kabinfiú                        | N/A            |
| Maurice Gilles    | a vízi utak társaságának vezetője | N/A            |
| Raphaël Diligent  | Raspoutine                        | N/A            |
| Fanny Clar        | Juliette anyja                    | N/A            |

## Filmtörténet
A befejező munkák idején Jean Vigo már súlyos beteg volt, a bemutató után egy héttel meghalt. A filmet ezután elővigyázatosságból megvágták (előző filmjét, a Magatartásból elégtelent a cenzúra betiltotta), 84 perc helyett 65 percre rövidítették, eredeti zenéjét egy népszerű sanzonnal, címét pedig a sanzon címével cserélték fel. 1940-ben Vigo filmjét többé-kevésbé sikerült helyreállítani, ám ez a kópia a háború során megsemmisült. Későbbi helyreállítási munkák eredményeként a film egy befejezett-nek mondott változatát a cannes-i fesztiválon mutatták be 1990-ben. A „végső” változat hossza 89 perc lett.
Jean Vigo filmjeinek a francia új hullám egyes rendezőire tett hatása közismert, az Atalante egyik képsorát (a feleségét kereső férfi kifut a tengerpartra) François Truffaut a Négyszáz csapás befejezésében idézi. Federico Fellini Országúton című filmjének egy-egy jelenete is Vigo filmjének alakjait juttatja eszünkbe.
A filmet a Sight & Sound című szaklap szavazásán 1962-ben minden idők tizedik legjobb filmjének, 1992-ben a hatodik legjobb filmnek választották.